# 앤드리아 아널드
앤드리아 아널드(Andrea Arnold, OBE, 1961년 4월 5일 ~ )는 잉글랜드의 영화 감독, 전직 배우이다.

## 작품 목록

### 영화 감독
- 우유 (단편, 1998)
- 도그 (단편, 2001)
- 말벌 (단편, 2003)
- 레드 로드 (2006)
- 피쉬 탱크 (2009)
- 폭풍의 언덕 (2011)
- 아메리칸 허니: 방황하는 별의 노래 (2016)
- 카우 (2021)
- 베일리와 버드 (2024)

## 같이 보기
- 영화 감독 목록